# Svenska mästerskapen i längdskidåkning 1976
Svenska mästerskapen i längdskidåkning 1976 arrangerades i Umeå.
Umeå var arrangör för andra året i rad efter att ha varit reservort för Skövde 1975. I dessa mästerskap introducerades distansen 20 km för damer.

## Medaljörer, resultat

### Herrar
| Gren              | Guld                                                     | Guld                                                     | Silver             | Silver    | Brons              | Brons        |
| 15 km             | Sven-Åke Lundbäck                                        | Bergnäsets AIK                                           | Thomas Magnuson    | Delsbo IF | Tommy Limby        | Orsa IF      |
| 30 km             | Sven-Åke Lundbäck                                        | Bergnäsets AIK                                           | Matti Kuosko       | Högbo     | Christer Johansson | MoDo AIK     |
| 50 km             | Sven-Åke Lundbäck                                        | Bergnäsets AIK                                           | Christer Johansson | MoDo AIK  | Inge Mörk          | Älvdalens IF |
| Stafett 3 x 10 km | Edsbyns SK (Benny Södergren, Stig Jäder, Kjell Eliasson) | Edsbyns SK (Benny Södergren, Stig Jäder, Kjell Eliasson) |                    |           |                    |              |
| Lagtävling 15 km  | Edsbyns SK                                               | Edsbyns SK                                               |                    |           |                    |              |
| Lagtävling 30 km  | IFK Mora                                                 | IFK Mora                                                 |                    |           |                    |              |
| Lagtävling 50 km  | IFK Umeå                                                 | IFK Umeå                                                 |                    |           |                    |              |

### Damer
| Gren             | Guld                                                        | Guld                                                        | Silver       | Silver          | Brons            | Brons       |
| 5 km             | Eva Olsson                                                  | Delsbo IF                                                   | Lena Carlzon | Malmbergets AIF | Görel Partapuoli | Lycksele IF |
| 10 km            | Eva Olsson                                                  | Delsbo IF                                                   | Lena Carlzon | Malmbergets AIF | Marie Johansson  | Ludvika FFI |
| 20 km            | Eva Olsson                                                  | Delsbo IF                                                   | Lena Carlzon | Malmbergets AIF | Meeri Bodelid    | Högbo GIF   |
| Stafett 3 x 5 km | Delsbo IF (Margareta Hermansson, Eva Olsson, Gudrun Fröjdh) | Delsbo IF (Margareta Hermansson, Eva Olsson, Gudrun Fröjdh) |              |                 |                  |             |
| Lagtävling 5 km  | Delsbo IF                                                   | Delsbo IF                                                   |              |                 |                  |             |
| Lagtävling 10 km | Delsbo IF                                                   | Delsbo IF                                                   |              |                 |                  |             |
| Lagtävling 20 km | Delsbo IF                                                   | Delsbo IF                                                   |              |                 |                  |             |

### Webbkällor
- Svenska Skidförbundet